# Mario Soldati

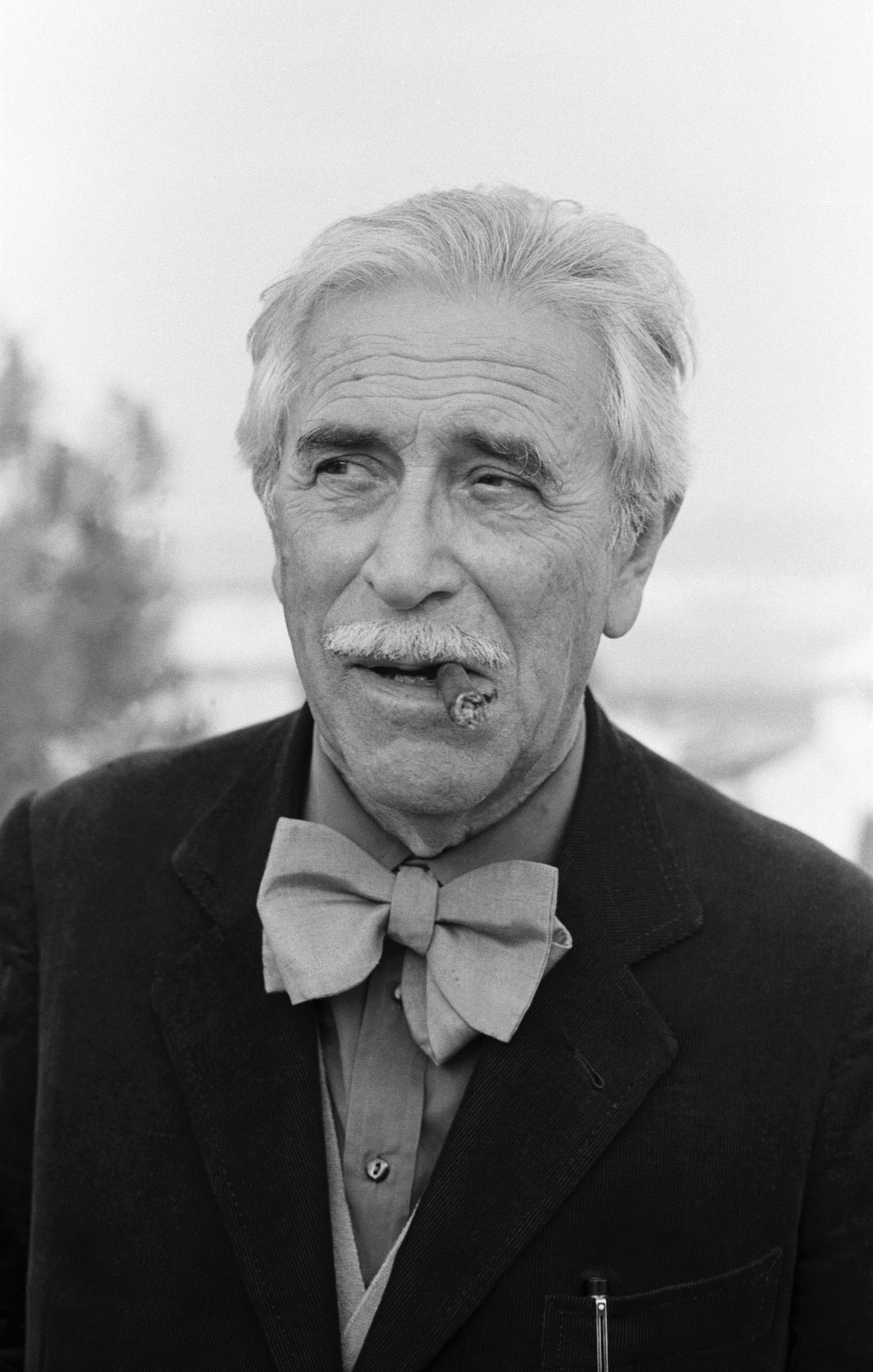
Mario Soldati (1982)

Mario Soldati (* 17. November 1906 in Turin; † 19. Juni 1999 in Tellaro) war ein italienischer Schriftsteller, Drehbuchautor und Regisseur.

## Leben
Soldati studierte Kunstgeschichte in Turin. 1929 zog er für zwei Jahre nach New York, wo er an der Columbia University unterrichtete. Sein 1935 nach der Rückkehr nach Italien publizierter Bericht America primo amore brachte ihm zahlreiche Preise ein und machte ihn bekannt.
In den folgenden Jahren verfasste Soldati vor allem Drehbücher für Kinofilme, häufig nach literarischen Vorlagen. In der Nachkriegszeit war er Mitarbeiter einiger einflussreicher Zeitungen und daneben Autor von Kriminalromanen. Als Regisseur und Drehbuchautor des Filmdramas Gefährliche Schönheit (1953) mit Gina Lollobrigida war er 1953 für den Grand Prix der Internationalen Filmfestspiele von Cannes nominiert. 1959 erhielt er dort für Tolpatsch macht Karriere den Preis für die beste Komödie.

## Werke in deutscher Übersetzung
- Die Geheimen Gründe, übersetzt von Fritz Jaffé, München, Piper, 1954
- Briefe aus Capri, Piper, 1955
- Venedig. Stadt auf 118 Inseln, Josef Keller Verlag, Starnberg, 1965 (zusammen mit Giorgio Bassani und Gianni Berengo Gardin/Fotos)
- Die Geschichten des Kriminalkommissars, übersetzt von Catherine Rückert,  Walter Verlag, Olten, 1970
- Die amerikanische Braut, übers. von Heinz Riedt, München, Droemer, 1981
- Am Tage des Jüngsten Gerichts, übers. von Antonio Avella, München, List, 1988
- Der Architekt und die Liebe, übers. von Antonio Avella, München, Scherz, 1988

## Filmografie

### Regie
- 1938: La Signora di Montecarlo
- 1938: Rivalin der Zarin (La Principessa Tarakanova)
- 1939: Due milioni per un sorriso
- 1940: Skandal um Dora (Dora Nelson)
- 1941: Kleine alte Welt (Piccolo mondo antico)
- 1942: Tragica notte
- 1942: Malombra
- 1945: Quartieri alti
- 1945: Die Nöte des Signor Travet (Le miserie del Signor Travet)
- 1947: Eugenie Grandet (Eugenia Grandet)
- 1947: Daniele Cortis
- 1948: Flucht nach Frankreich (Fuga in Francia)
- 1949: Die große Schau (Botta e risposta)
- 1950: Quel bandito sono io
- 1950: Frauen und Rebellen (Donne e briganti)
- 1951: O.K. Nero (O.K. Nerone)
- 1951: Zorro, der Held (Il sogno di Zorro)
- 1952: Mandrin, der König der Rebellen (Le Avventure di Mandrin)
- 1952: Lucrezia die rote Korsarin (Jolanda la figlia del corsaro nero)
- 1952: Die drei Korsaren (I tre corsari)
- 1953: Gefährliche Schönheit (La provinciale)
- 1954: So geht’s im Leben (Questa è la vita) – Segment: Il ventaglio
- 1955: Die Frau vom Fluß (La donna del fiume)
- 1956: Vater wider Willen (Sous le ciel de Provence / Era di venerdì 17)
- 1959: Tolpatsch macht Karriere (Policarpo, ufficiale di scrittura)

### Drehbuch
- 1933: Arbeit macht frei (Acciaio) – Regie: Walter Ruttmann
- 1936: Der Mann, der nicht nein sagen kann (Ma non è una cosa seria) – Regie: Mario Camerini
- 1937: Komtess von Parma (Contessa di Parma)
- 1939: Ins blaue Leben (Castelli in aria) – Regie: Augusto Genina
- 1940: Walzer einer Nacht (Una romantica avventura) – Regie: Mario Camerini
- 1942: Ein Pistolenschuß (Un colpo di pistola) – Regie: Renato Castellani
- 1956: Krieg und Frieden (War and Peace) – Regie: King Vidor
- 1957: Luftschlösser (Il Conte Max) – Regie: Giorgio Bianchi
- 1962: Erotica (L’amore difficile)